# Chibi (Krasnodar)
Chibi (del ruso: Чибий) es un posiólok del raión de Séverskaya, en el krai de Krasnodar de Rusia. Está situado entre los valles de los ríos Chibi, afluente del Afips, e Ilin, afluente del río Sups, ambos de la cuenca del Kubán, 30 km al sureste de Séverskaya y 40 km al sur de Krasnodar, la capital del krai. Tenía 30 habitantes en 2010.
Pertenece al municipio Kalúzhskoye.

## Economía y transporte
Situado en la cordillera Pshaf, es un centro turístico del krai, por la garganta del río Chibi.
Está situado a 7 km de la estación de Kalúzhskaya y a 14 km de la carretera federal M4 Don Moscú-Novorosisk.